# Oco (rei hérulo)
Oco (em latim: Ochus; em grego: Όχος; romaniz.: Óchos) foi um nobre hérulo do século VI, que esteve ativo no Império Bizantino durante o reinado do imperador Justiniano (r. 527–565). Ele comandou os hérulos que haviam sido assentados nas imediações de Singiduno durante o reinado de Anastácio I Dicoro (r. 491–518). Pouco antes de 549, uma revolta eclodiu dentre os hérulos e Oco foi assassinado por seu próprio povo que então pediu para Justiniano enviar-lhes outro governante.